# Budapest (single)
"Budapest" is de debuutsingle van de Britse singer-songwriter George Ezra uit 2014. Het nummer is afkomstig van de debuutalbum Wanted on Voyage uit 2014. In week 6 van 2014 werd het nummer uitgeroepen tot 3FM Megahit. De single bereikte de top 10 in zowel de Nederlandse als Vlaamse hitlijsten. Alhoewel het nummer over de Hongaarse hoofdstad gaat had Ezra de stad nog nooit bezocht toen hij het nummer uitbracht.

## Tracklijst
| Nr. | Titel    | Duur |
| --- | -------- | ---- |
| 1.  | Budapest | 3:20 |

| Nr. | Titel      | Duur |
| --- | ---------- | ---- |
| 1.  | Budapest   | 3:23 |
| 2.  | Angry Hill | 4:11 |

## Hitnoteringen

### Nederlandse Top 40
| Hitnotering: 15-02-2014 t/m 20-09-2014 | Hitnotering: 15-02-2014 t/m 20-09-2014 | Hitnotering: 15-02-2014 t/m 20-09-2014 | Hitnotering: 15-02-2014 t/m 20-09-2014 | Hitnotering: 15-02-2014 t/m 20-09-2014 | Hitnotering: 15-02-2014 t/m 20-09-2014 | Hitnotering: 15-02-2014 t/m 20-09-2014 | Hitnotering: 15-02-2014 t/m 20-09-2014 | Hitnotering: 15-02-2014 t/m 20-09-2014 | Hitnotering: 15-02-2014 t/m 20-09-2014 | Hitnotering: 15-02-2014 t/m 20-09-2014 | Hitnotering: 15-02-2014 t/m 20-09-2014 | Hitnotering: 15-02-2014 t/m 20-09-2014 | Hitnotering: 15-02-2014 t/m 20-09-2014 | Hitnotering: 15-02-2014 t/m 20-09-2014 | Hitnotering: 15-02-2014 t/m 20-09-2014 | Hitnotering: 15-02-2014 t/m 20-09-2014 | Hitnotering: 15-02-2014 t/m 20-09-2014 |
| Week:                                  | 1                                      | 2                                      | 3                                      | 4                                      | 5                                      | 6                                      | 7                                      | 8                                      | 9                                      | 10                                     | 11                                     | 12                                     | 13                                     | 14                                     | 15                                     | 16                                     | 17                                     |
| -------------------------------------- | -------------------------------------- | -------------------------------------- | -------------------------------------- | -------------------------------------- | -------------------------------------- | -------------------------------------- | -------------------------------------- | -------------------------------------- | -------------------------------------- | -------------------------------------- | -------------------------------------- | -------------------------------------- | -------------------------------------- | -------------------------------------- | -------------------------------------- | -------------------------------------- | -------------------------------------- |
| Positie:                               | 31                                     | 29                                     | 13                                     | 9                                      | 8                                      | 7                                      | 7                                      | 6                                      | 5                                      | 4                                      | 3                                      | 5                                      | 5                                      | 5                                      | 5                                      | 7                                      | 9                                      |
| Week:                                  | 18                                     | 19                                     | 20                                     | 21                                     | 22                                     | 23                                     | 24                                     | 25                                     | 26                                     | 27                                     | 28                                     | 29                                     | 30                                     | 31                                     | 32                                     |                                        |                                        |
| Positie:                               | 9                                      | 12                                     | 13                                     | 16                                     | 20                                     | 20                                     | 21                                     | 23                                     | 23                                     | 24                                     | 26                                     | 27                                     | 31                                     | 34                                     | 40                                     | uit                                    |                                        |

### NederlandseSingle Top 100
| Hitnotering (week 1 t/m 47): 01-02-2014 t/m 20-12-2014 Hitnotering (week 48 t/m 62): 03-01-2015 t/m 11-04-2015 | Hitnotering (week 1 t/m 47): 01-02-2014 t/m 20-12-2014 Hitnotering (week 48 t/m 62): 03-01-2015 t/m 11-04-2015 | Hitnotering (week 1 t/m 47): 01-02-2014 t/m 20-12-2014 Hitnotering (week 48 t/m 62): 03-01-2015 t/m 11-04-2015 | Hitnotering (week 1 t/m 47): 01-02-2014 t/m 20-12-2014 Hitnotering (week 48 t/m 62): 03-01-2015 t/m 11-04-2015 | Hitnotering (week 1 t/m 47): 01-02-2014 t/m 20-12-2014 Hitnotering (week 48 t/m 62): 03-01-2015 t/m 11-04-2015 | Hitnotering (week 1 t/m 47): 01-02-2014 t/m 20-12-2014 Hitnotering (week 48 t/m 62): 03-01-2015 t/m 11-04-2015 | Hitnotering (week 1 t/m 47): 01-02-2014 t/m 20-12-2014 Hitnotering (week 48 t/m 62): 03-01-2015 t/m 11-04-2015 | Hitnotering (week 1 t/m 47): 01-02-2014 t/m 20-12-2014 Hitnotering (week 48 t/m 62): 03-01-2015 t/m 11-04-2015 | Hitnotering (week 1 t/m 47): 01-02-2014 t/m 20-12-2014 Hitnotering (week 48 t/m 62): 03-01-2015 t/m 11-04-2015 | Hitnotering (week 1 t/m 47): 01-02-2014 t/m 20-12-2014 Hitnotering (week 48 t/m 62): 03-01-2015 t/m 11-04-2015 | Hitnotering (week 1 t/m 47): 01-02-2014 t/m 20-12-2014 Hitnotering (week 48 t/m 62): 03-01-2015 t/m 11-04-2015 | Hitnotering (week 1 t/m 47): 01-02-2014 t/m 20-12-2014 Hitnotering (week 48 t/m 62): 03-01-2015 t/m 11-04-2015 | Hitnotering (week 1 t/m 47): 01-02-2014 t/m 20-12-2014 Hitnotering (week 48 t/m 62): 03-01-2015 t/m 11-04-2015 | Hitnotering (week 1 t/m 47): 01-02-2014 t/m 20-12-2014 Hitnotering (week 48 t/m 62): 03-01-2015 t/m 11-04-2015 | Hitnotering (week 1 t/m 47): 01-02-2014 t/m 20-12-2014 Hitnotering (week 48 t/m 62): 03-01-2015 t/m 11-04-2015 | Hitnotering (week 1 t/m 47): 01-02-2014 t/m 20-12-2014 Hitnotering (week 48 t/m 62): 03-01-2015 t/m 11-04-2015 | Hitnotering (week 1 t/m 47): 01-02-2014 t/m 20-12-2014 Hitnotering (week 48 t/m 62): 03-01-2015 t/m 11-04-2015 |
| Week: | 1 | 2 | 3 | 4 | 5 | 6 | 7 | 8 | 9 | 10 | 11 | 12 | 13 | 14 | 15 | 16 |
| --- | --- | --- | --- | --- | --- | --- | --- | --- | --- | --- | --- | --- | --- | --- | --- | --- |
| Positie: | 50 | 23 | 31 | 25 | 9 | 7 | 8 | 9 | 7 | 9 | 6 | 4 | 4 | 4 | 9 | 12 |
| Week: | 17 | 18 | 19 | 20 | 21 | 22 | 23 | 24 | 25 | 26 | 27 | 28 | 29 | 30 | 31 | 32 |
| Positie: | 15 | 14 | 20 | 28 | 28 | 25 | 22 | 24 | 20 | 25 | 24 | 26 | 28 | 29 | 34 | 33 |
| Week: | 33 | 34 | 35 | 36 | 37 | 38 | 39 | 40 | 41 | 42 | 43 | 44 | 45 | 46 | 47 | |
| Positie: | 40 | 41 | 38 | 43 | 49 | 46 | 51 | 47 | 52 | 60 | 70 | 66 | 72 | 78 | 89 | uit |
| Week: | 48 | 49 | 50 | 51 | 52 | 53 | 54 | 55 | 56 | 57 | 58 | 59 | 60 | 61 | 62 | |
| Positie: | 70 | 67 | 75 | 80 | 68 | 68 | 77 | 86 | 84 | 79 | 90 | 81 | 90 | 88 | 82 | uit |

### 3FM Mega Top 50
| Hitnotering: 01-02-2014 t/m 23-08-2014 | Hitnotering: 01-02-2014 t/m 23-08-2014 | Hitnotering: 01-02-2014 t/m 23-08-2014 | Hitnotering: 01-02-2014 t/m 23-08-2014 | Hitnotering: 01-02-2014 t/m 23-08-2014 | Hitnotering: 01-02-2014 t/m 23-08-2014 | Hitnotering: 01-02-2014 t/m 23-08-2014 | Hitnotering: 01-02-2014 t/m 23-08-2014 | Hitnotering: 01-02-2014 t/m 23-08-2014 | Hitnotering: 01-02-2014 t/m 23-08-2014 | Hitnotering: 01-02-2014 t/m 23-08-2014 | Hitnotering: 01-02-2014 t/m 23-08-2014 | Hitnotering: 01-02-2014 t/m 23-08-2014 | Hitnotering: 01-02-2014 t/m 23-08-2014 | Hitnotering: 01-02-2014 t/m 23-08-2014 | Hitnotering: 01-02-2014 t/m 23-08-2014 | Hitnotering: 01-02-2014 t/m 23-08-2014 | Hitnotering: 01-02-2014 t/m 23-08-2014 |
| Week:                                  | 1                                      | 2                                      | 3                                      | 4                                      | 5                                      | 6                                      | 7                                      | 8                                      | 9                                      | 10                                     | 11                                     | 12                                     | 13                                     | 14                                     | 15                                     | 16                                     |                                        |
| -------------------------------------- | -------------------------------------- | -------------------------------------- | -------------------------------------- | -------------------------------------- | -------------------------------------- | -------------------------------------- | -------------------------------------- | -------------------------------------- | -------------------------------------- | -------------------------------------- | -------------------------------------- | -------------------------------------- | -------------------------------------- | -------------------------------------- | -------------------------------------- | -------------------------------------- | -------------------------------------- |
| Positie:                               | 32                                     | 16                                     | 15                                     | 14                                     | 11                                     | 9                                      | 8                                      | 6                                      | 5                                      | 6                                      | 5                                      | 2                                      | 2                                      | 3                                      | 4                                      | 5                                      |                                        |
| Week:                                  | 17                                     | 18                                     | 19                                     | 20                                     | 21                                     | 22                                     | 23                                     | 24                                     | 25                                     | 26                                     | 27                                     | 28                                     | 29                                     | 30                                     |                                        |                                        |                                        |
| Positie:                               | 6                                      | 8                                      | 9                                      | 16                                     | 17                                     | 20                                     | 20                                     | 22                                     | 24                                     | 28                                     | 31                                     | 32                                     | 35                                     | 36                                     | uit                                    |                                        |                                        |

### VlaamseUltratop 50
| Hitnotering: 15-02-2014 t/m 02-08-2014 | Hitnotering: 15-02-2014 t/m 02-08-2014 | Hitnotering: 15-02-2014 t/m 02-08-2014 | Hitnotering: 15-02-2014 t/m 02-08-2014 | Hitnotering: 15-02-2014 t/m 02-08-2014 | Hitnotering: 15-02-2014 t/m 02-08-2014 | Hitnotering: 15-02-2014 t/m 02-08-2014 | Hitnotering: 15-02-2014 t/m 02-08-2014 | Hitnotering: 15-02-2014 t/m 02-08-2014 | Hitnotering: 15-02-2014 t/m 02-08-2014 | Hitnotering: 15-02-2014 t/m 02-08-2014 | Hitnotering: 15-02-2014 t/m 02-08-2014 | Hitnotering: 15-02-2014 t/m 02-08-2014 | Hitnotering: 15-02-2014 t/m 02-08-2014 |
| Week:                                  | 1                                      | 2                                      | 3                                      | 4                                      | 5                                      | 6                                      | 7                                      | 8                                      | 9                                      | 10                                     | 11                                     | 12                                     | 13                                     |
| -------------------------------------- | -------------------------------------- | -------------------------------------- | -------------------------------------- | -------------------------------------- | -------------------------------------- | -------------------------------------- | -------------------------------------- | -------------------------------------- | -------------------------------------- | -------------------------------------- | -------------------------------------- | -------------------------------------- | -------------------------------------- |
| Positie:                               | 36                                     | 26                                     | 19                                     | 13                                     | 12                                     | 9                                      | 12                                     | 10                                     | 7                                      | 9                                      | 10                                     | 12                                     | 14                                     |
| Week:                                  | 14                                     | 15                                     | 16                                     | 17                                     | 18                                     | 19                                     | 20                                     | 21                                     | 22                                     | 23                                     | 24                                     | 25                                     |                                        |
| Positie:                               | 22                                     | 21                                     | 21                                     | 23                                     | 34                                     | 33                                     | 49                                     | 36                                     | 34                                     | 32                                     | 36                                     | 48                                     | uit                                    |

### VlaamseRadio 2 Top 30
| Hitnotering: 01-03-2014 t/m 28-06-2014 | Hitnotering: 01-03-2014 t/m 28-06-2014 | Hitnotering: 01-03-2014 t/m 28-06-2014 | Hitnotering: 01-03-2014 t/m 28-06-2014 | Hitnotering: 01-03-2014 t/m 28-06-2014 | Hitnotering: 01-03-2014 t/m 28-06-2014 | Hitnotering: 01-03-2014 t/m 28-06-2014 | Hitnotering: 01-03-2014 t/m 28-06-2014 | Hitnotering: 01-03-2014 t/m 28-06-2014 | Hitnotering: 01-03-2014 t/m 28-06-2014 | Hitnotering: 01-03-2014 t/m 28-06-2014 | Hitnotering: 01-03-2014 t/m 28-06-2014 | Hitnotering: 01-03-2014 t/m 28-06-2014 | Hitnotering: 01-03-2014 t/m 28-06-2014 | Hitnotering: 01-03-2014 t/m 28-06-2014 | Hitnotering: 01-03-2014 t/m 28-06-2014 | Hitnotering: 01-03-2014 t/m 28-06-2014 | Hitnotering: 01-03-2014 t/m 28-06-2014 | Hitnotering: 01-03-2014 t/m 28-06-2014 | Hitnotering: 01-03-2014 t/m 28-06-2014 |
| Week:                                  | 1                                      | 2                                      | 3                                      | 4                                      | 5                                      | 6                                      | 7                                      | 8                                      | 9                                      | 10                                     | 11                                     | 12                                     | 13                                     | 14                                     | 15                                     | 16                                     | 17                                     | 18                                     |                                        |
| -------------------------------------- | -------------------------------------- | -------------------------------------- | -------------------------------------- | -------------------------------------- | -------------------------------------- | -------------------------------------- | -------------------------------------- | -------------------------------------- | -------------------------------------- | -------------------------------------- | -------------------------------------- | -------------------------------------- | -------------------------------------- | -------------------------------------- | -------------------------------------- | -------------------------------------- | -------------------------------------- | -------------------------------------- | -------------------------------------- |
| Positie:                               | 25                                     | 20                                     | 11                                     | 4                                      | 2                                      | 2                                      | 3                                      | 4                                      | 4                                      | 5                                      | 6                                      | 11                                     | 13                                     | 21                                     | 25                                     | 27                                     | 29                                     | 30                                     | uit                                    |

### NPO Radio 2 Top 2000
| Nummer met noteringen in de NPO Radio 2 Top 2000 | '14  | '15 | '16  | '17  | '18  | '19  | '20  | '21  | '22  | '23  | '24  |
| ------------------------------------------------ | ---- | --- | ---- | ---- | ---- | ---- | ---- | ---- | ---- | ---- | ---- |
| Budapest                                         | 1053 | 905 | 1421 | 1686 | 1061 | 1340 | 1698 | 1829 | 1490 | 1906 | 1991 |

1. ↑  Een vetgedrukt getal geeft de hoogste notering aan.
2. ↑  2014 was het eerste jaar met een notering voor dit nummer.

## Releasedata
| Land                | Releasedatum      | Formaat                      | Label    |
| ------------------- | ----------------- | ---------------------------- | -------- |
| Italië              | 13 december 2013  | radio                        | Sony     |
| Duitsland           | 18 april 2014     | cd-single                    | Sony     |
| Verenigd Koninkrijk | 13 juni 2014      | muziekdownload               | Sony     |
| Verenigde Staten    | 23 september 2014 | modern rockradio             | Columbia |
| Verenigde Staten    | 27 oktober 2014   | hot adult contemporary-radio | Columbia |